# Vardoaivi (berg i Finland, Lappland, Norra Lappland, lat 69,88, long 26,53)
Vardoaivi är ett berg i Finland. Det ligger i Utsjoki kommun i landskapet Lappland, i den norra delen av landet, 1 100 km norr om huvudstaden Helsingfors. Toppen på Vardoaivi är 530 meter över havet, eller 140 meter över den omgivande terrängen. Bredden vid basen är 9,1 km. Vardoaivi ingår i Paistunturit.
Terrängen runt Vardoaivi är kuperad åt nordväst, men åt sydost är den platt.  Trakten runt Vardoaivi är nära nog obefolkad, med mindre än två invånare per kvadratkilometer. Närmaste större samhälle är Utsjoki, 18,7 km öster om Vardoaivi. Omgivningarna runt Vardoaivi är i huvudsak ett öppet busklandskap.